# 成願寺 (東近江市)
成願寺（じょうがんじ）は、滋賀県東近江市小脇町にある天台宗の寺院。山号は赤神山。本尊は薬師如来。太郎坊大権現とも呼ばれる。太郎坊阿賀神社の参道にある。

## 歴史

### 神仏習合
延暦18年（799年）、赤神山にある阿賀神社の神徳に感じ入った最澄が薬師如来を本尊とする成願寺を阿賀神社の神宮寺として当地に建立した。その際、修験道の大成者である役行者の兄弟子であり、赤神山に住んでいた天狗の太郎坊が（弟の次郎坊は京都の愛宕山に住む）山上に現れて、この地に一宇を建立するように最澄に告げ、山の守護神としてその建立を手助けしたという。
阿賀神社と天台宗の成願寺はやがて神仏習合し、竹中坊、上坊、松本坊、行満坊、石垣坊、大泉坊などの社殿・僧坊が50あまり建立されると、薬師如来の縁日である八日に市を開いていた八日市の町も発展していき、隆盛を極めるようになる。成願寺は阿賀神社境内の最高所に奥之院を作り、そこに太郎坊大権現像を祀るようになると、成願寺は阿賀神社をその管理下に置き、名称も両者を合わせて太郎坊宮と呼ぶようになり修験道の霊場になっていった。
近江源氏の佐々木成頼が麓の小脇に小脇館を構え、やがて赤神山の横にある小脇山に小脇山城を築城すると、八日市の賑わいもあって当地は近江国の中心地となっていった。
佐々木氏の嫡流である六角氏の当主近江守護六角頼綱が本拠地を金田館（金剛寺城）に移し、さらに応仁の乱の頃に六角高頼が繖山の観音寺城に居城を移しても、当地の重要性は変わらなかった。しかし、永禄11年（1568年）に足利義昭を担いで上洛を敢行する織田信長とそれを迎え撃つ六角義賢との合戦に巻き込まれて炎上した。

### 神仏分離
阿賀神社はほどなくして再建されたが、成願寺は戦国時代には蒲生氏、江戸時代には江戸幕府の帰依を得、寺領などを寄進され、遅ればせながら寛永17年（1640年）に至ってようやく宝寿院行承とその弟子祐盛が本堂と鐘楼を建立して復興した。僧坊も行満坊や石垣坊などが復興されたが、かつてほどの勢いはなかった。
延宝年間（1673年 - 1681年）、成願寺と村人が赤神山一帯の入会地をめぐって争い、成願寺が村人を幕府に訴えるという事件が起きた。以後70年あまりの間、両者はいがみ合い続けたがついに成願寺は敗訴した。その結果、阿賀神社の神主は村人・氏子が一年ごとに新しく任命し派遣する当番神主制が採用され、阿賀神社は成願寺の管理下から離れることとなった。
宝暦3年（1753年）、成願寺は奥之院にあった太郎坊大権現像の他にいくつかの仏教関係の宝物を阿賀神社から成願寺の本堂に移し、当寺を太郎坊大権現と称するようになった。阿賀神社は成願寺の奥之院を新たに神社の本殿に改め、太郎坊宮と称するようになった。ここに、いまだ神仏習合の形態ではあるが阿賀神社と成願寺は分かれる事となった。
1868年（明治元年）、神仏分離によって阿賀神社と成願寺は完全に分離し、1872年（明治5年）には修験道が廃止され、行満坊と石垣坊を除いて僧坊が廃寺となった。
太平洋戦争中には金属類回収令によって梵鐘が供出されている。

## 境内

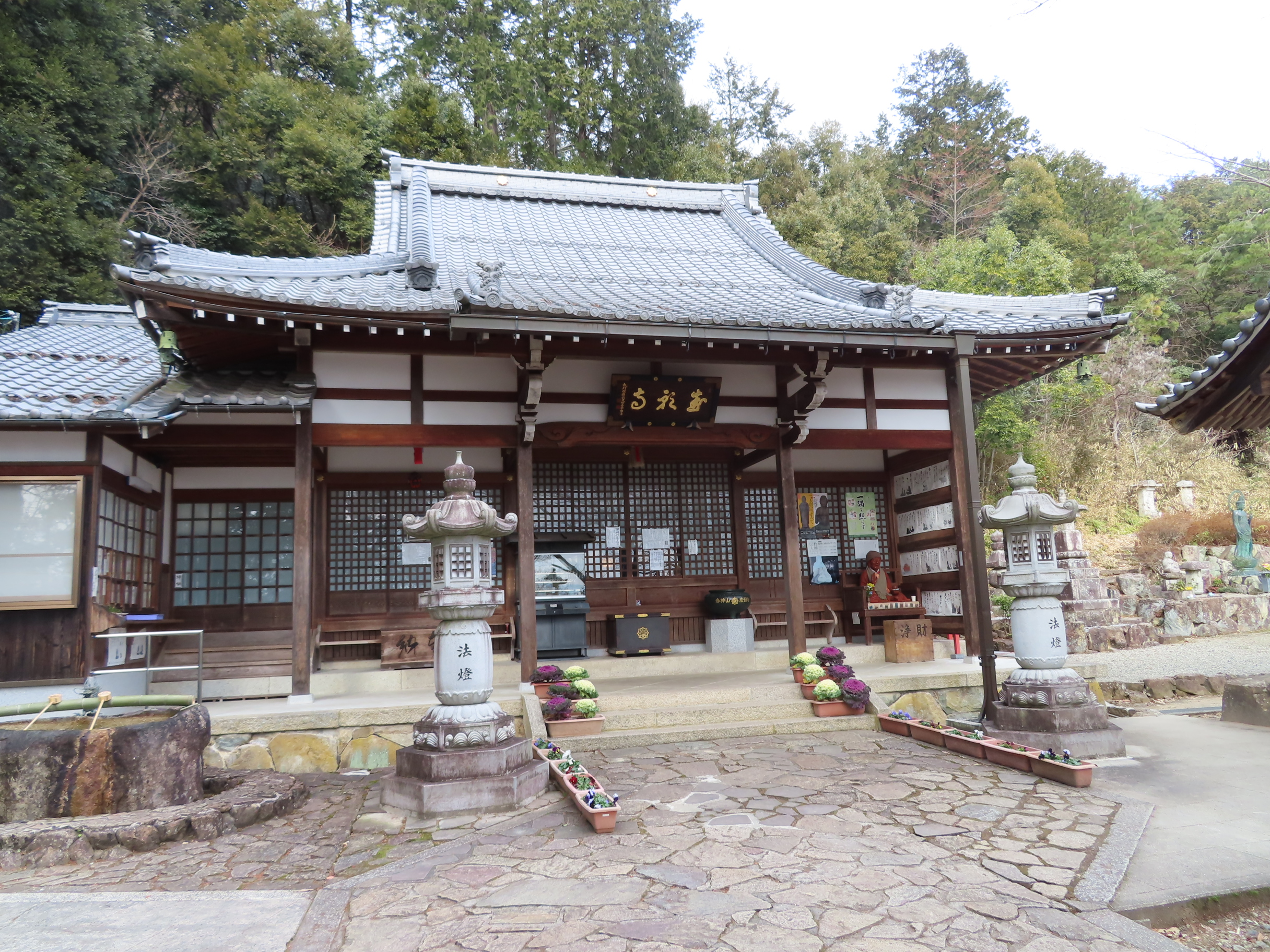
本堂
- 燈籠（東近江市指定有形文化財）
- 鐘楼
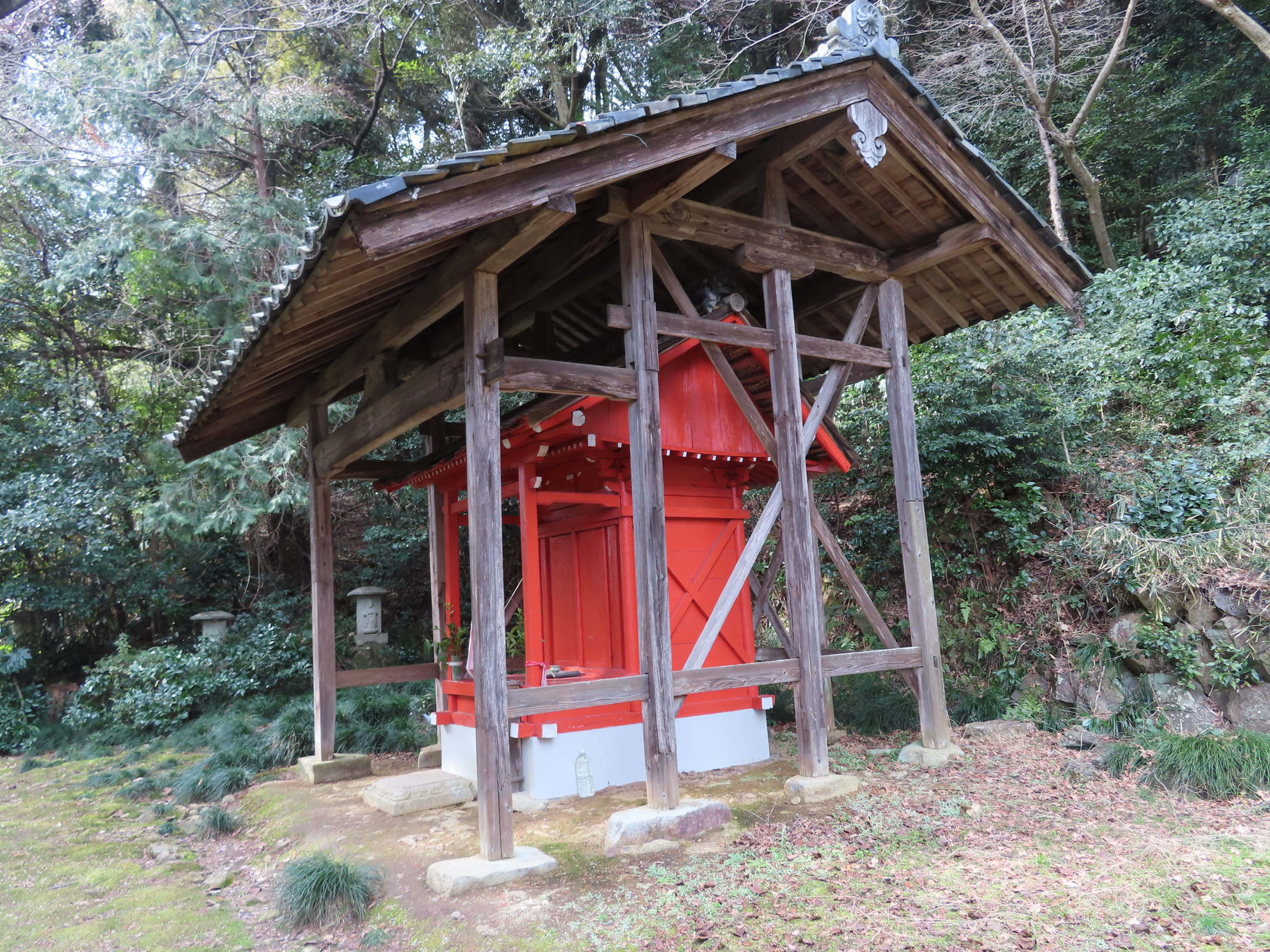
熊野権現社
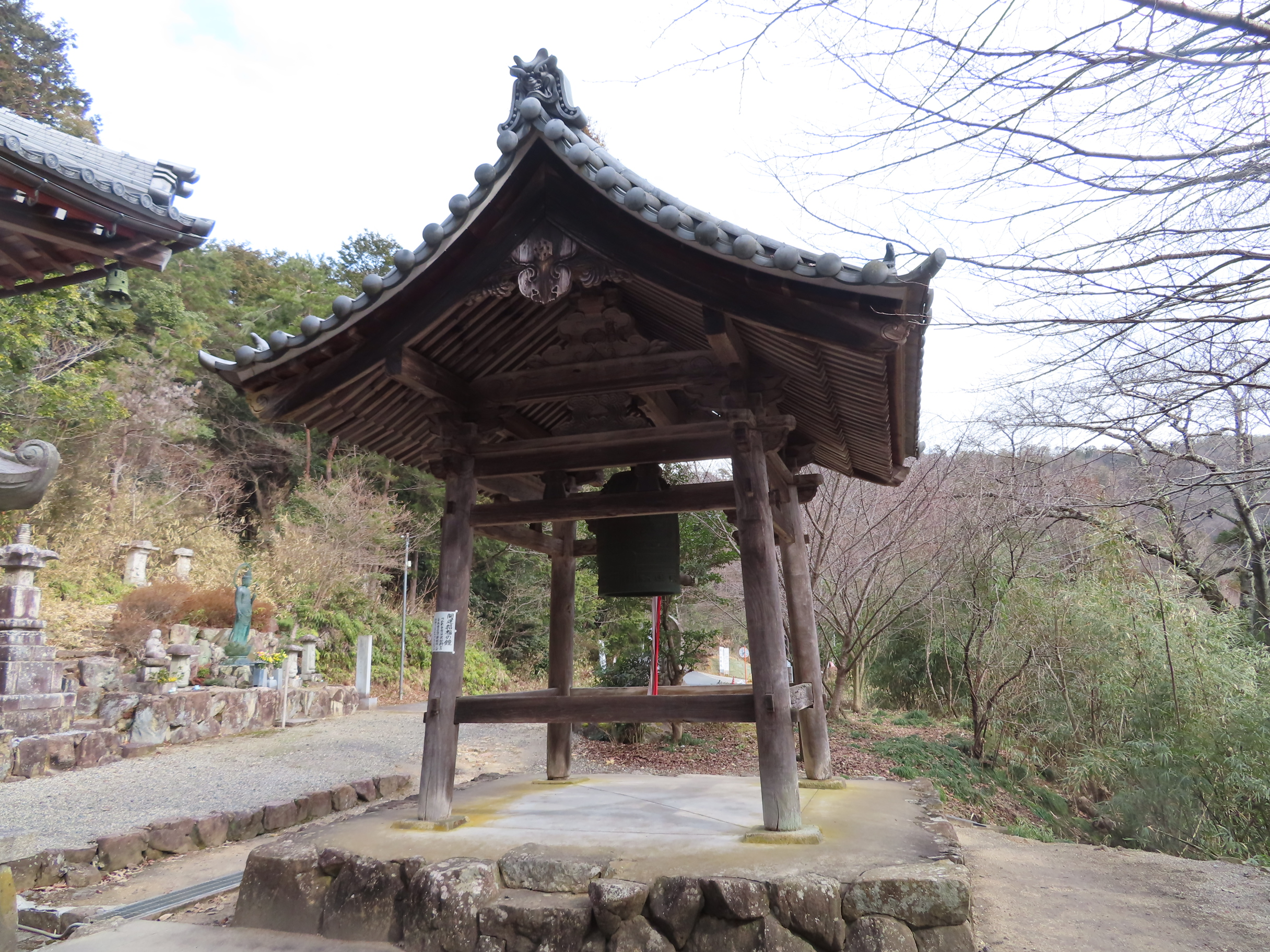
鐘楼

- 行満坊 - 塔頭。
- 石垣坊 - 塔頭。

- 本堂
- 熊野権現社
- 鐘楼

## 文化財

### 滋賀県指定有形文化財
- 木造薬師如来坐像

### 東近江市指定有形文化財
- 石造燈籠 1基